# Louis d'Orléans (1814-1896)
Pour les articles homonymes, voir Louis d'Orléans.
Louis Charles Philippe Raphaël d’Orléans, né le 25 octobre 1814 à Paris et mort le 26 juin 1896 à Versailles, est un prince français, fils puîné du roi des Français Louis-Philippe Ier, duc de Nemours, lieutenant-général de l’armée royale sous la Restauration et membre de la Chambre des pairs.
Il est membre de la maison capétienne d’Orléans.

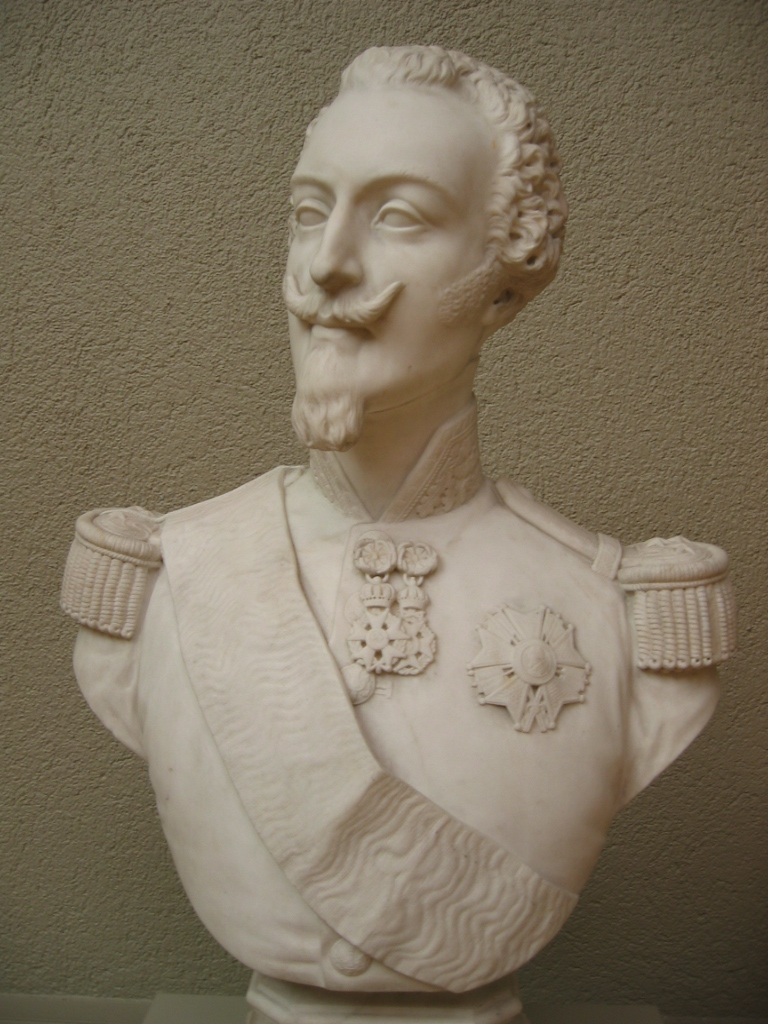
Buste sculpté par Auguste Clésinger en 1845, musée des beaux-arts de Besançon.

## Biographie

### Naissance et baptême
Louis Charles Philippe Raphaël d'Orléans, prince du sang royal de France, est né le 25 octobre 1814 au Palais-Royal à Paris. Il est le second fils et le quatrième enfant du roi des Français Louis-Philippe Ier (1773-1850) et de son épouse Marie-Amélie de Bourbon (1782-1866), princesse des Deux-Siciles. Il est titré duc de Nemours et prénommé Louis par le roi Louis XVIII.
Louis d'Orléans est baptisé le 26 octobre 1814, lendemain de sa naissance, à midi, en la chapelle du roi au palais des Tuileries à Paris par Alexandre-Angélique de Talleyrand-Périgord, grand aumônier de France, assisté de Claude Marduel, curé de l'église Saint-Roch, paroisse du nouveau-né, et du père Valoyer, curé de l'église royale de Saint-Germain-l'Auxerrois, qui rédige l'acte dans le registre paroissial de l'église Saint-Roch : le parrain est le roi Louis XVIII et la marraine est Marie-Thérèse-Charlotte de France, duchesse d'Angoulême, appelée aussi Madame Royale, fille de Louis XVI et de Marie-Antoinette.

### Enfance et adolescence

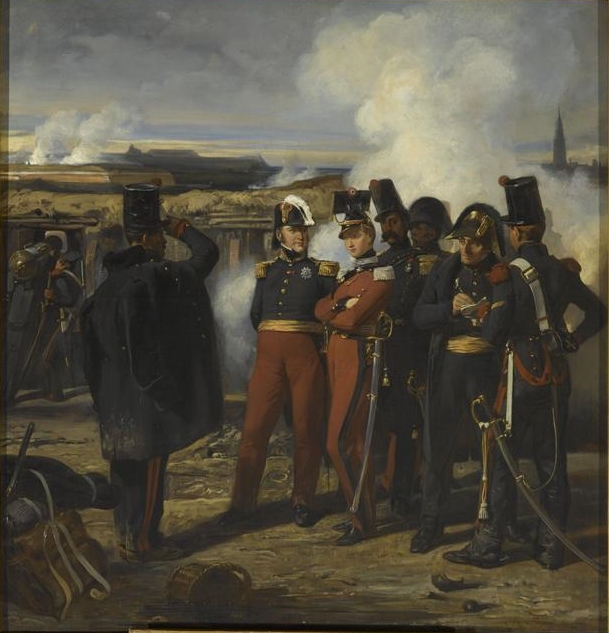
Le duc de Nemours et le maréchal Gérard dans la tranchée de la citadelle d'Anvers, décembre 1832. Peinture d'Amédée Faure, 1837.

Le duc de Nemours reçoit, comme ses frères, une éducation soignée et populaire, d’abord sous les yeux de son père et ensuite au collège Henri-IV. Mais il est également confié très tôt entre les mains de l'armée et est nommé, à l’âge de douze ans, colonel du 1er régiment de chasseurs à cheval de l'armée royale, sous la Restauration française. En 1830, le duc de Nemours est fait chevalier de l'ordre du Saint-Esprit par le roi Charles X et entre à la Chambre des pairs.
En 1825, alors qu’il n’a que onze ans, le prince est considéré par les chancelleries européennes comme un possible candidat au trône de Grèce. Mais c'est finalement un prince de Bavière qui devient, en 1832, roi de Grèce sous le nom d'Othon Ier de Grèce. Plus tard, le 3 février 1831, le duc de Nemours est élu roi par le Congrès national belge alors qu’il participe avec l’armée française aux opérations par lesquelles la France vient épauler la révolution de la Belgique contre l’occupation néerlandaise. Cependant, la situation internationale (en particulier l’opposition du Royaume-Uni) oblige son père à refuser cet honneur et c’est un prince de la maison de Saxe-Cobourg, Léopold Ier, qui devient finalement roi des Belges. Cette déconvenue n'empêche cependant pas le duc de Nemours de participer au siège d'Anvers en 1832.

### Prince français
En janvier 1833, le duc de Nemours et ses frères le prince Ferdinand-Philippe, duc d'Orléans et le prince François, prince de Joinville accompagnent le roi Louis-Philippe Ier dans son voyage dans le département du Nord.
En 1836-1837, le duc de Nemours participe à une expédition contre la ville de Constantine durant la conquête de l'Algérie et est placé à la tête de la brigade organisant le siège de la cité maghrébine. La ville est prise le 13 octobre et le prince se distingue à plusieurs reprises pendant les combats. Le duc de Nemours revient en France par Gibraltar et l’Atlantique. Sur le chemin, il se blesse au bras, ce qui ne l’empêche pas d’assister à l’ouverture des Chambres, le 18 décembre 1837. Lorsqu’il revient en métropole, le duc de Nemours est nommé commandant du camp de Compiègne. En 1841, le prince est à nouveau en Algérie où il sert sous les ordres du général Bugeaud.
En complément de ses actions militaires, il est périodiquement envoyé en mission de courtoisie en Angleterre (1835, 1838 et 1845), à Berlin et à Vienne (1836).

### Mariage

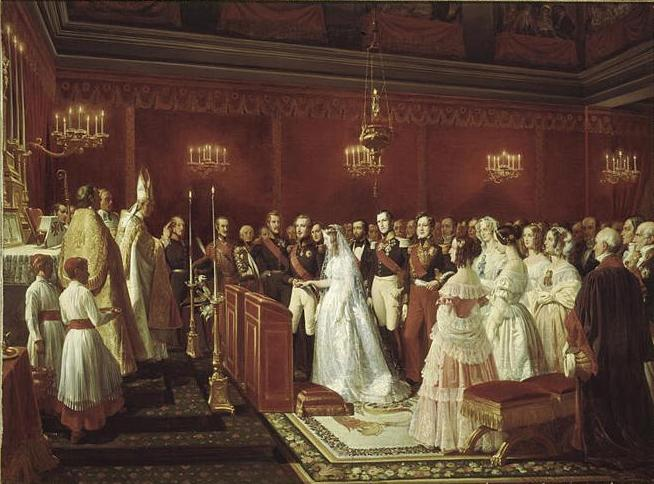
Mariage du duc de Nemours à Saint-Cloud.

Le 25 janvier 1840, le chef du gouvernement, le maréchal Soult, annonce le prochain mariage du duc de Nemours avec la princesse Victoire de Saxe-Cobourg-Gotha (1822-1857) et dépose un projet de loi instituant une dotation de cinq cent mille francs de revenu annuel pour le prince et une allocation de cinq cent mille francs pour frais de mariage et d'établissement.
Mais ce projet de loi suscite aussitôt une véhémente opposition. Cormenin publie un pamphlet venimeux, Questions scandaleuses d'un jacobin au sujet d'une dotation. Des pétitions circulent à Paris et en province. Victor Hugo, dans son journal, évoque une « honteuse querelle entre un roi grippe-sou et des bourgeois tire-liards ». Dans une lettre à un ami, Proudhon, pourtant républicain, note le 27 février 1840 l'inconséquence des députés de la bourgeoisie : « Qui veut le roi, veut une famille royale, veut une cour, veut des princes du sang, veut tout ce qui s'ensuit. Le Journal des débats dit vrai : les bourgeois conservateurs et dynastiques démembrent et démolissent la royauté, dont ils sont envieux comme des crapauds. » En définitive, le projet est repoussé par les députés le 20 février, ce qui entraîne la démission immédiate du ministère Soult.
Le 26 avril 1840, le duc de Nemours épouse à Saint-Cloud la princesse Victoire de Saxe-Cobourg-Gotha (1822-1857), fille de Ferdinand de Saxe-Cobourg-Saalfeld (1785-1851) et d’Antoinette de Kohary. Le mariage n’est guère prestigieux, aucune dotation extraordinaire n'est versée pour l'événement mais Victoire est tout de même la sœur du roi consort Ferdinand II de Portugal et du futur époux de Clémentine d'Orléans (1817-1907), le prince Auguste de Saxe-Cobourg-Gotha (1818-1881).Victoire est également la nièce de Léopold Ier de Belgique et la cousine germaine du prince consort Albert et de son épouse la reine Victoria Ire.

### Disparition tragique du prince royal
Le 13 juillet 1842, le prince royal Ferdinand-Philippe d'Orléans, frère aîné du duc de Nemours et héritier du trône français, meurt tragiquement sur la route de Neuilly. Les Chambres dissoutes la veille sont convoquées de nouveau : elles votent à une immense majorité la loi qui leur est proposée et font ainsi du duc de Nemours le régent en cas d’accession au trône de son jeune neveu, le comte de Paris (le futur « Philippe VII » des orléanistes).
D'un point de vue dynastique, le vote des Chambres est tout à fait logique puisque le duc de Nemours est le second fils du roi. Pourtant, ce choix affaiblit considérablement la famille royale. De fait, les réserves du duc de Nemours, qui ne cache pas ses sympathies légitimistes, et son peu d’attrait pour les fonctions publiques, rendent le prince impopulaire auprès d'une partie de l’opinion française.
Le 3 mai 1843, le duc de Nemours inaugure la gare de Rouen-Saint-Sever. En juin 1846, il assiste, avec son frère le duc de Montpensier, à l’inauguration de la ligne de Chemin de fer de Paris à Lille et la Frontière Belge de la Compagnie des chemins de fer du Nord, et font le voyage en train jusqu'à Lille. C'est à cette occasion qu'Hector Berlioz compose son Chant des Chemins de fer qui sera exécuté par le compositeur lui-même, à l’hôtel de ville de Lille, devant les princes.

### Les événements de 1848
Lorsqu'éclate la révolution de 1848, le duc de Nemours tient les Tuileries assez longtemps pour permettre au roi de se retirer de la capitale mais s’abstient de mener toute action militaire contre les insurgés.
Le roi ayant abdiqué, le prince accompagne ensuite sa belle-sœur, la princesse Hélène de Mecklembourg-Schwerin, duchesse d’Orléans, partie à l’Assemblée avec ses deux enfants pour faire proclamer l’aîné roi des Français. Conscient de son impopularité, le duc de Nemours est alors prêt à renoncer à son titre de régent au profit de sa belle-sœur. Mais la tentative est un échec et l'assemblée proclame la république. Par ailleurs, le duc de Nemours est séparé de sa famille par les insurgés et ne parvient à s’échapper qu’en se déguisant en garde national. Le prince s’embarque ensuite pour l’Angleterre où il rejoint son épouse et ses parents, à Claremont House.

### L'exil

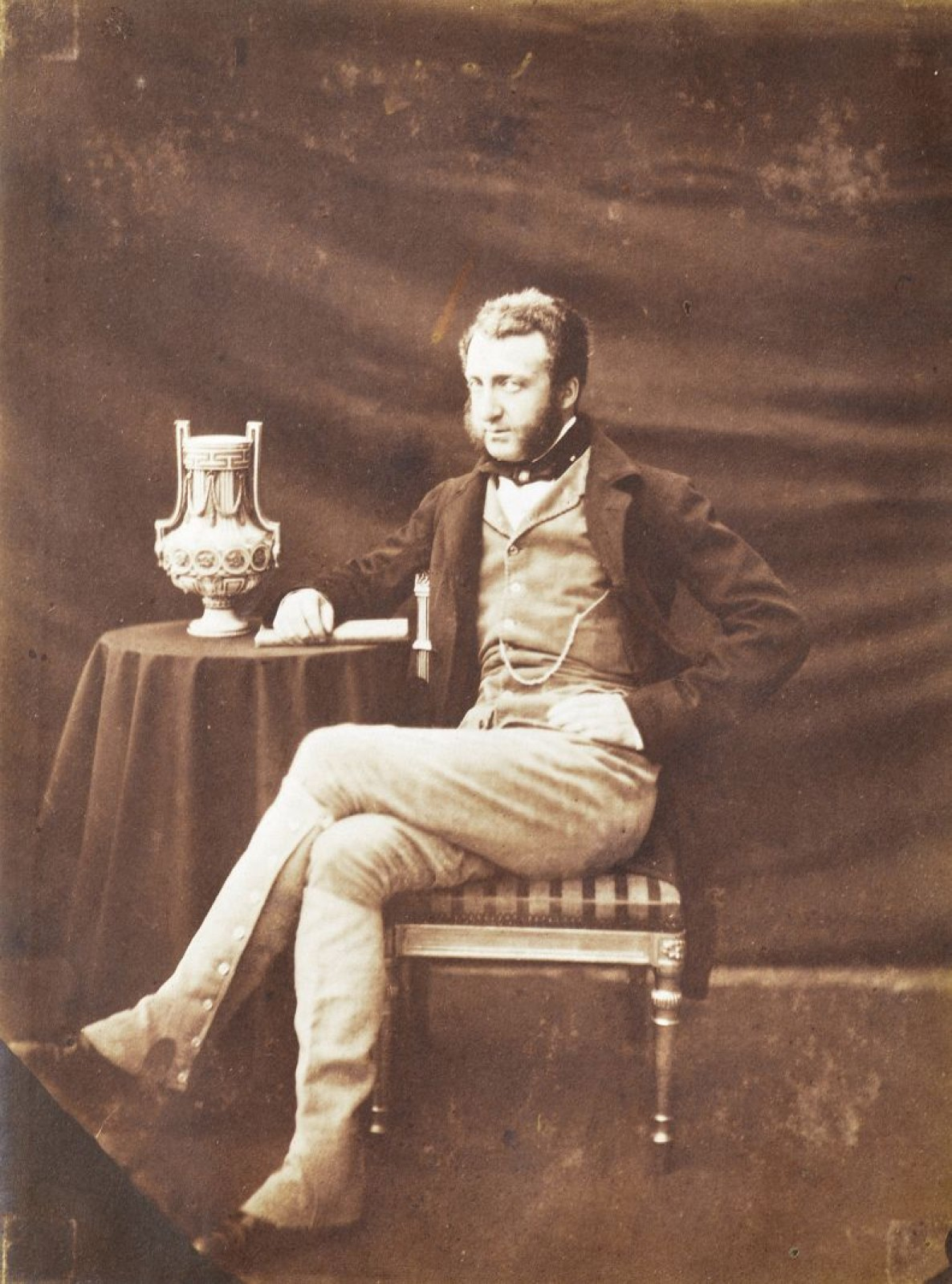
Duc de Nemours en 1852. Photographié par Joseph Vigier.

Pendant son exil, et surtout après la mort de son père, le duc de Nemours œuvre à la réconciliation de deux branches de la maison de France (la branche aînée des Bourbons et la branche des Orléans), préalable indispensable, selon lui, à la restauration monarchique en France. Ses tentatives échouent néanmoins du fait de l’attitude conjointe du comte de Chambord, qui se montre par trop intransigeant, et de la duchesse d'Orléans, qui maintient les prétentions de son fils, le comte de Paris. Bien que prêt à aller beaucoup plus loin que les autres membres de la famille d’Orléans dans l’acceptation des principes légitimistes, le duc de Nemours met fin à ses négociations avec le chef des Bourbons avec une lettre, dictée par le prince de Joinville, où il insiste sur la nécessité pour le comte de Chambord d’accepter le drapeau tricolore et le principe d’un gouvernement constitutionnel.
Il faut finalement attendre 1871 pour que le duc de Nemours et les autres princes de la maison d’Orléans renouvellent leur allégeance à la branche aînée des Bourbons. Cependant, même à ce moment-là, le comte de Chambord refuse de consulter les descendants de Louis-Philippe lorsqu'il se rend à Paris en 1873. Bien plus, les différences politiques entre les deux familles perdurent jusqu’à la mort du comte de Chambord en 1883, et ensuite avec la nouvelle branche aînée des Bourbons (le duc de Madrid intime en 1892 au comte de Paris de cesser d'arborer les pleines armes de France).

### Les dernières années
En 1871, l’exil imposé aux princes capétiens par la Deuxième République et le Second Empire prend fin et le duc de Nemours retourne en France. En mars 1872, il est réintégré dans l’armée comme général de division. De 1873 à 1886, il dirige la Société de Secours aux Blessés Militaires (S.S.B.M.), devenue depuis 1940 la Croix-Rouge française. Mais, en 1886, le prince est à nouveau rayé des cadres de l'armée après le vote d'une seconde loi d'exil.
Louis d’Orléans meurt le 26 juin 1896 en l'hôtel des Réservoirs à Versailles à l'âge de 81 ans. Il est inhumé dans la chapelle royale de Dreux.

## Descendance
Louis d'Orléans et Victoire de Saxe-Cobourg-Gotha ont quatre enfants :
- Gaston d’Orléans (1842-1922), comte d'Eu, qui épouse Isabelle de Bragance (1846-1921), princesse héritière du Brésil et fille de l’empereur Pierre II du Brésil et de sa femme Thérèse-Christine de Bourbon, princesse des Deux-Siciles (ce sont les grands-parents d’Isabelle d'Orléans et Bragance, « comtesse de Paris ») ; Il eut pour précepteur l'écrivain Hippolyte Rigault ;
- Ferdinand d'Orléans (1844-1910), duc d'Alençon, qui épouse la princesse Sophie de Wittelsbach (1847-1897), duchesse en Bavière et sœur de l’impératrice Élisabeth d’Autriche (dite Sissi) ;
- Marguerite d'Orléans (1846-1893), qui épouse le prince polonais Władysław Czartoryski (1828-1894) ;
- Blanche d'Orléans (1857-1932), qui reste toute sa vie célibataire parce que son père refuse de lui permettre d'épouser un lord britannique dont elle est amoureuse[réf. nécessaire].

## Titulature et décorations

### Titulature
- 25 octobre 1814 - 22 septembre 1824 : Son Altesse Sérénissime Louis d'Orléans, duc de Nemours, prince du sang de France ;
- 22 septembre 1824 - 9 août 1830 : Son Altesse Royale Louis d'Orléans, duc de Nemours, prince du sang de France ;
- 9 août 1830 - 26 juin 1896 : Son Altesse Royale le prince Louis d'Orléans, duc de Nemours.

### Décorations
- Chevalier des ordres du Roi (maison de France - 19 février 1829)
- Grand-croix de l’ordre royal de la Légion d'honneur (maison d'Orléans - 3 août 1830)
- Chevalier de l'ordre de Saint-Hubert (royaume de Bavière - 1868)
- Grand-croix de l'ordre de Léopold (royaume de Belgique - 10 mars 1833)
- Chevalier de l'ordre de la Toison d'Or (royaume d'Espagne - 1er octobre 1843)
- Grand-croix de l'ordre de l'Osmaniye (Empire ottoman - 1879)[6]
- Grand-croix de l'ordre de la Maison ernestine de Saxe (duché de Saxe-Cobourg-Gotha - mars 1840)[7]